# Таґумаа
Та́ґумаа (ест. Tagumaa küla) — село в Естонії, у волості Пейпсіяере повіту Тартумаа.

## Населення
Чисельність населення на 31 грудня 2011 року становила 61 особу.

## Історія
До 23 жовтня 2017 року село входило до складу волості Пала повіту Йиґевамаа.